# Vandenesse-en-Auxois
Vandenesse-en-Auxois är en kommun i departementet Côte-d'Or i regionen Bourgogne-Franche-Comté i östra Frankrike. Kommunen ligger i kantonen Pouilly-en-Auxois som tillhör arrondissementet Beaune. År 2022 hade Vandenesse-en-Auxois 294 invånare.

## Befolkningsutveckling
Antalet invånare i kommunen Vandenesse-en-Auxois
Referens:INSEE